# Once Upon a Time
Once Upon a Time (A fost odată ca niciodată) este un serial american de televiziune.

## Despre Serial
Once Upon a Time este o serie TV americană inspirată din poveștile nemuritoare clasice. Premiera serialului a fost pe data de 23 octombrie 2011, pe postul american de televiziune ABC. Acțiunea se desfășoară într-un orășel de pe malul mării, Stroybrooke Maine, în care rezidenții cu memoria ștearsă sunt personajele a diferite povești transportate într-un oraș din „realitate” de către Regina cea Rea printr-un blestem groaznic. Fiecare episod conține atât propria poveste cât și inserții din poveștile vieții trecute a câte unuia din personaje.
Acest serial a fost realizat de către creatorii celebrelor serii Lost și Tron: Legacy, Edward Kitsis și Adam Horowitz. După primul sezon criticii i-au oferit note destul de mari și recenzii favorabile, Metacritic oferindu-i o notă de 66 din 100 de puncte, obținute din 26 de recenzii. Episodul pilot a fost vizionat de 12,93 milioane de persoane cu vârste cuprinse între 18 și 49 de ani și a fost share-uit de către 4 din 10 persoane care l-au văzut. Premiera celui de-al doilea sezon a avut loc în data de 30 septembrie 2012 și a ajuns la cota de audiență de 11,36 milioane de vizualizări. Pe data de 10 mai 2013 apare sezonul 3 și se dă undă verde de către ABC și seriei „A fost o dată ca nici o dată în Țara Minunilor” (Once upon a Time in Wonderland). Ambele seriale vor avea premierele în toamna acestui an și vor fi difuzate în seri diferite, pentru ca fanii să le poată urmari în paralel.

## Sumarul Serialului
Regina malefică, pe nume Regina, trimite toate personajele de poveste într-un orășel de pe malul mării, Storybrooke Maine, cu ajutorul unui blestem făcut de Rumplestiltskin, care îi face să uite cine sunt ei cu adevărat. Locuitorii orașului au trăit timp de 28 de ani izolați de restul lumii fără să realizeze faptul că ei nu îmbătrânesc. Singura speranța a locuitorilor este o tânără delicventă pe nume Emma Swan, fiica Albei ca Zăpada și a lui Făt-Frumos. Emma a fost trimisă în lumea reală când era bebeluș, înainte ca Regina să arunce blestemul asupra tărâmului poveștilor. Ea este singura care poate să rupă blestemul alături de fiul ei Henry, cu care s-a reîntâlnit (după ce l-a dat spre adopție când încă era bebeluș), și cu ajutorul cărții lui de povești care dezvăluie tot mai multe secrete pe măsură ce se apropie de ruperea blestemului. Henry este adoptat de către Regina care deține funcția de primar al Storybrooke-ului, fapt care le așează pe cele doua femei în centrul unui conflict.

### Sezonul 1(2011-2012)
Regina cea malefică întrerupe nunta lui Făt-Frumos cu Albă ca Zăpada că să îi amenințe că va arunca un blestem asupra tuturor. Acest blestem le va lua tot ce au mai drag și doar ea va mai avea parte de un sfârșit fericit. Datorită lui, majoritatea personajelor de poveste sunt teleportate în Storybrooke, având memoria complet ștearsă, inconștienți de identitatea lor feerică.

### Sezonul 2 (2012-2013)
Deși Emma reușește să rupă blestemul și să le readucă tuturor identitățile, nimeni nu se întoarce în lumea poveștilor. Iar datorită magiei aduse de Rumplestiltskin/Mr. Gold în lumea noastră, cele două lumi se întrepătrund, creând noi provocări pentru eroii de poveste.

### Sezonul 3 (2013-2014)
Serialul „Once Upon a Time” a fost lansat de-o dată cu „A fost o dată ca nici o dată în Țara Minunilor” pe data de 10 mai 2013. Cele două seriale se vor întrepătrunde pe alocuri pentru a se crea legătura între liniile narative ca fanii serialulii să poată degusta ambele serii.

### Sezonul 4 (2014-2015)
Sezonul patru a avut premiera pe 28 septembrie 2014 cu episodul "Povestea celor două surori",în care au apărut Anna și Elsa,iar serialul face un fel de continuare a filmului.În acest serial vom avea parte de multă gheață și vom întâlni încă o Regină de gheață pe nume Ingrid.În serial Elsa și Emma devin prietene.Sezonul 4 se va termina pe 10 mai 2015 dar s-a mai anuntat ca va exista si un sezon 5,6 si 7.

## Episoade
| Sezon | Sezon | Episoade           | Difuzare originală | Difuzare originală | Difuzare România | Difuzare România |
| Sezon | Sezon | Episoade           | Primul episod      | Ultimul episod     | Primul episod    | Ultimul episod   |
|       | 1     | 22                 | 23 octombrie 2011  | 13 mai 2012        | VFA              | VFA              |
| 2     | 22    | 30 septembrie 2012 | 12 mai 2013        | VFA                | VFA              |                  |
| 3     | 22    | 29 septembrie 2013 | 11 mai 2014        | VFA                | VFA              |                  |
| ----- | ----- | ------------------ | ------------------ | ------------------ | ---------------- | ---------------- |
| 4     | 22    | 28 septembrie 2014 | 10 mai 2015        | VFA                | VFA              |                  |
| 5     | 23    |                    |                    |                    |                  |                  |

## Distribuție

### Personaje principale
- Ginnifer Goodwin în rolul Albei ca Zăpada/ Mary Margaret Blanchard
- Jennifer Morrison, personajul principal: Emma Swan
- Lana Parrilla în rolul Reginei Malefice/ Regina Mills
- Josh Dallas în rolul lui Făt-Frumos/ David Nolan
- Jared S. Gilmore în rolul fiului Emmei și Reginei: Henry Mills
- Robert Carlyle în rolul lui Rumplestiltskin/Domnul Gold
- Raphael Sbarge în rolul lui Jiminy Greierșul/Archie Hopper
- Jamie Dornan în rolul Vânătorului/ Șerif Graham Humbert
- Eion Bailey în rolul lui Pinocchio/ August Booth
- Meghan Ory în rolul Scufiței Roșii/ Ruby
- Emilie de Ravin în rolul Bellei/ Lacey - Prințesa din Frumoasa și Bestia
- Colin O'Donoghue în rolul Capitanului Killian "Hook" Jones - iubitul Emmei
- Michael Raymond-James în rolul Baelfire/Neal Cassidy - fiul lui Rumplestiltskin

### Apariții frecvente
- David Anders în rolul lui Dr. Victor Frankenstein/Dr. Whale
- Lee Arenberg în rolul lui Morocănosul/Leroy
- Sarah Bolger în rolul Prințesei Aurora
- Jamie Chung în rolul lui Mulan
- Keegan Connor Tracy în rolul Zânei Albastre/Maicii Starețe
- Alan Dale în rolul Regelui George/Albert Spencer
- Beverley Elliott în rolul Văduvei Lucas/Bunicuța
- Ethan Embry în rolul lui Owen Flynn/Greg Mendell
- Giancarlo Esposito în rolul Spiritului/Oglinda Fermecată/Sidney Glass
- Jorge Garcia în rolul lui Anton uriașul
- Anastasia Griffith în rolul Prințesei Abigail/Kathryn Nolan
- Barbara Hershey în rolul Corei/Regina de Inima Roșie
- Sonequa Martin-Green în rolul Tamarei
- Sebastian Stan în rolul lui Jefferson/Pălărierul Nebun

### Apariții în sezonul 4
- Georgina Haig în rolul lui Regina Elsa
- Elizabeth Lail în rolul lui Prințesa Anna
- Elizabeth Mitchell în rolul lui Regina Ingrid/Sarah Fisher
- Scott Michael Foster în rolul lui Kristoff
- Pascale Hutton în rolul lui Gerda
- Sally Pressman în rolul lui Helga
- Tyler Jacob Moore în rolul lui Hans
- Robin Weigert în rolul lui Bo Peep
- Frances O'Connor în rolul lui Colette
- Jonathan Runyon în rolul lui Duce
- John Rhys-Davies în rolul lui Grand Pabbie
- Timothy Webber în rolul lui Ucenicul
- Nicole Munoz în rolul lui Lily(tânără)
- Rebecca Wisocky în rolul lui Madam Faustina
- Victoria Smurfit în rolul lui Cruella De Vil
- Merrin Dungey în rolul lui Ursula
- Frances O'Connor în rolul lui Colette
- Brighton Sharbino în rolul lui Ingrid(tânără)
- Agnes Bruckner în rolul lui Lily
- Sebastian Roche în rolul lui Regele Stefan
- Ernie Hudson în rolul lui Poseidon
- Patrick Fischler în rolul lui Isaac
- Tiffany Boone în rolul lui Ursula(tânără)

## Muzica
Muzica a fost compusă de către Mark Isham. Pe data de 14 februarie 2012 ABC lansează albumul extins cu muzica din coloana sonoră a serialului. Iar pe data de 1 mai 2012, Istrada Records lansează un album cu 25 de piese și cinci coperte diferite (cu Emma, Henry, Făt-Frumos, Regina, Rumplestilskin). Melodiile de pe album sunt:
1. Once Upon a Time Orchestral Suite (4:13)
2. Henry's Proposal (1:17)
3. The Queen's Curse (2:46)
4. Jiminy Cricket (3:11)
5. Dealing With Rumplestiltskin (3:26)
6. Belle's Story (2:37)
7. Dwarves (2:45)
8. The Huntsman (4:31)
9. Things Are Changing In Storybrooke (1:47)
10. Cinderella (1:44)
11. Wedding Dance (1:21)
12. Advising Ashley (2:26)
13. If The Shoe Fits (1:35)
14. Unhappy Endings (3:46)
15. Emma And Henry (1:43)
16. The Siren (5:07)
17. The Man With The Wooden Box (1:11)
18. Hope Will Return (1:48)
19. Rumplestiltskin In Love (2:19)
20. The Genie's Wishes (1:58)
21. The Road To True Love (2:50)
22. The Family Compass (2:00)
23. Burn The Witch (2:34)
24. What The Queen Loves Most (2:30)
25. The Clock Moves (1:12)
26. Element în listă numerotată